# Every Rose Has Its Thorn
Every Rose Has Its Thorn ist ein Lied von Poison aus dem Jahr 1988, das von der Band selbst geschrieben und von Tom Werman produziert wurde. Es erschien auf dem Album Open Up and Say … Ahh!

## Geschichte
Musikalisch beginnt der Song ruhig und beinhaltet zwei Gitarrensoli, ein ruhiges und ein schnelles. Während eines Besuches der „Cowboy-Bar“ The Ritz schrieb die Band den Song und komponierte ihn auch.
Bei einem Interview in VH1s Sendung Behind the Music (deutsch: Hinter der Musik) sagte der Frontmann Poisons, Bret Michaels, dass die Idee zum Song „über Nacht“ kam. Alles begann, als er in einem Waschsalon darauf wartete, dass seine Kleidung trocken wird und seine damalige Freundin ein Telefonat führte. Währenddessen hörte er im Hintergrund eine männliche Stimme, und sie war am Boden zerstört. Michaels ging auf sie zu und sagte „Every Rose Has Its Thorn“ (deutsch: Jede Rose hat ihren Dorn).
Die Veröffentlichung des Hard Rock und Country-Rock-Ballade war am 12. Oktober 1988, in Europa erschien der Song erst 1989.

## Video
Zu Beginn des Videos verlässt Michael gähnend sein Bett, in dem auch seine Frau liegt, und beide sehen unglücklich aus. Er seufzt dabei und geht weg, dann spielt er Gitarre, und Szenen seiner Bandtour werden eingeblendet. Der Rest des Clips besteht aus Aufnahmen der 1988er-Tour von Poison, doch in einer Zwischenszene sieht man Michaels Frau mit einem Ford Thunderbird eine Straße entlang fahren.

## Kommerzieller Erfolg

### Chartplatzierungen
| ChartsChartplatzierungen       | Höchstplatzierung | Wochen |
| ------------------------------ | ----------------- | ------ |
| Deutschland (GfK)              | 38 (12 Wo.)       | 12     |
| Schweiz (IFPI)                 | 12 (19 Wo.)       | 19     |
| Vereinigte Staaten (Billboard) | 1 (21 Wo.)        | 21     |
| Vereinigtes Königreich (OCC)   | 13 (9 Wo.)        | 9      |

| ChartsJahrescharts (1989)      | Platzierung |
| ------------------------------ | ----------- |
| Vereinigte Staaten (Billboard) | 3           |

### Auszeichnungen für Musikverkäufe
| Land/Region                  | Auszeichnungen für Musikverkäufe (Land/Region, Auszeichnung, Verkäufe) | Verkäufe |
| ---------------------------- | ---------------------------------------------------------------------- | -------- |
| Vereinigte Staaten (RIAA)    | Gold                                                                   | 500.000  |
| Vereinigtes Königreich (BPI) | Silber                                                                 | 200.000  |
| Insgesamt                    | 1× Silber · 1× Gold ·                                                  | 700.000  |

## Coverversionen
- 2002: Bret Michaels
- 2004: Catch 22
- 2010: Miley Cyrus
- 2012: Julianne Hough, Diego Boneta, Tom Cruise und Mary J. Blige auf dem Soundtrack zu Rock of Ages